# Arteria-mesenterica-superior-Syndrom
Das Arteria-mesenterica-superior-Syndrom ist eine sehr seltene gastrointestinale Gefäßerkrankung mit einer Duodenalstenose durch Kompression des distalen Duodenalabschnittes zwischen der A. mesenterica superior und der Aorta.
Synonyme sind: Wilkie-Syndrom; Syndrom der oberen Mesenterialarterie; Duodenalkompression; akute Gastroduodenale Obstruktion; mesenteriales Duodenalkompressions-Syndrom;  Mesenterialwurzelsyndrom; Chronischer Duodenalilus; englisch Superior mesenteric artery syndrome; SMA-Syndrome; Cast syndrome; Intermittent arterio-mesenteric occlusion
Nicht zu verwechseln ist das Nussknacker-Syndrom, welches die linke Nierenvene betrifft.

## Vorkommen
Die Häufigkeit wird auf 0,013 – 0,3 % in der Normalbevölkerung geschätzt aufgrund von MDP(Magen-Darm-Passage)-Untersuchungen. Nach Skolioseoperationen soll es in 0,5  – 2,4 % auftreten.
Frauen sind wesentlich häufiger betroffen. Das Hauptmanifestationsalter liegt zwischen 10 und 39 Jahren.

## Ursache

Normaler Winkel zwischen Aorta und Arteria mesenterica superior. Ein Teil des Duodenum verläuft zwischen diesen beiden Gefäßen.

Bei vermindertem Winkel wird das Duodenum zusammengedrückt und es kommt zum Kompressionssyndrom.

Die Hauptursachen liegen in:
- Chronischem Gewichtsverlust
- Trauma[3]
- Ernährungsstörungen
- Postoperativ
- Anatomischen Anomalien
- Lokalen Pathologien

## Pathologie
Normalerweise liegt der Winkel zwischen Aorta und A. mesenterica superior zwischen 38°-56°, das Syndrom wird ausgelöst durch eine Verringerung dieses Winkels auf 6°-25°.

## Klinische Erscheinungen
Typische klinische Befunde sind:
- Oberbauchschmerz nach dem Essen
- Rasches Sättigungsgefühl
- Übelkeit, Erbrechen
- Essvermeidung ("Food fear")
- Mangelernährung Gewichtsabnahme

## Diagnose
Aufgrund der unspezifischen Symptomatik und der Seltenheit dieses Syndromes ist die Diagnose schwierig und wird oft erst spät gestellt.

## Behandlung
Zur Behandlung stehen konservative Maßnahmen mit Gewichtsaufbau, ggf. operative Eingriffe wie Duodeno-Jejunostomie zur Verfügung.

## Geschichte
Die Erstbeschreibung stammt aus dem Jahre 1842 durch den Pathologen Carl von Rokitansky.
Als Syndrom wurde das Krankheitsbild im Jahre 1927 durch D. P. D. Wilkie  definiert.